# Saint-Pierre-Bénouville
Saint-Pierre-Bénouville és un municipi francès situat al departament del Sena Marítim i a la regió de Normandia. L'any 2007 tenia 321 habitants.

## Demografia

### Població
El 2007 la població de fet de Saint-Pierre-Bénouville era de 321 persones. Hi havia 108 famílies de les quals 16 eren unipersonals (16 homes vivint sols), 32 parelles sense fills i 60 parelles amb fills.
La població ha evolucionat segons el següent gràfic:
Habitants censats

### Habitatges
El 2007 hi havia 132 habitatges, 114 eren l'habitatge principal de la família, 9 eren segones residències i 9 estaven desocupats. Tots els 131 habitatges eren cases. Dels 114 habitatges principals, 84 estaven ocupats pels seus propietaris, 27 estaven llogats i ocupats pels llogaters i 3 estaven cedits a títol gratuït; 1 tenia dues cambres, 14 en tenien tres, 25 en tenien quatre i 74 en tenien cinc o més. 89 habitatges disposaven pel capbaix d'una plaça de pàrquing. A 55 habitatges hi havia un automòbil i a 53 n'hi havia dos o més.

### Piràmide de població
La piràmide de població per edats i sexe el 2009 era:
| Homes | Edats   | Dones |
| ----- | ------- | ----- |
| 0     | 95 o +  | 0     |
| 4     | 90 a 94 | 0     |
| 0     | 85 a 89 | 0     |
| 0     | 80 a 84 | 4     |
| 4     | 75 a 79 | 4     |
| 4     | 70 a 74 | 4     |
| 8     | 65 a 69 | 0     |
| 4     | 60 a 64 | 0     |
| 8     | 55 a 59 | 20    |
| 16    | 50 a 54 | 16    |
| 4     | 45 a 49 | 8     |
| 20    | 40 a 44 | 8     |
| 16    | 35 a 39 | 12    |
| 20    | 30 a 34 | 8     |
| 8     | 25 a 29 | 8     |
| 8     | 20 a 24 | 16    |
| 16    | 15 a 19 | 16    |
| 12    | 10 a 14 | 16    |
| 0     | 5 a 9   | 8     |
| 8     | 0 a 4   | 16    |

## Economia
El 2007 la població en edat de treballar era de 221 persones, 162 eren actives i 59 eren inactives. De les 162 persones actives 145 estaven ocupades (82 homes i 63 dones) i 17 estaven aturades (6 homes i 11 dones). De les 59 persones inactives 18 estaven jubilades, 17 estaven estudiant i 24 estaven classificades com a «altres inactius».

### Ingressos
El 2009 a Saint-Pierre-Bénouville hi havia 119 unitats fiscals que integraven 324,5 persones, la mediana anual d'ingressos fiscals per persona era de 17.089 €.

### Activitats econòmiques
Dels 10 establiments que hi havia el 2007, 4 eren d'empreses extractives, 1 d'una empresa de construcció, 2 d'empreses de comerç i reparació d'automòbils, 1 d'una empresa financera, 1 d'una empresa de serveis i 1 d'una entitat de l'administració pública.
L'únic servei als particulars que hi havia el 2009 era una fusteria.
L'any 2000 a Saint-Pierre-Bénouville hi havia 15 explotacions agrícoles que ocupaven un total de 784 hectàrees.

## Equipaments sanitaris i escolars
El 2009 hi havia una escola elemental integrada dins d'un grup escolar amb les comunes properes formant una escola dispersa.

## Poblacions més properes
El següent diagrama mostra les poblacions més properes.